# Adam Schaff
Pour les articles homonymes, voir Schaff.
Adam Schaff, né le 10 mars 1913 à Lwów mort le 12 novembre 2006 à Varsovie, est un philosophe marxiste polonais, travaillant également sur les questions relatives à la théorie de la connaissance ;  jusqu'en 1968, idéologue officiel du Parti ouvrier unifié polonais (Polska Zjednoczona Partia Robotnicza, PZPR), le parti au pouvoir sous la République populaire de Pologne.

## Biographie
Après avoir étudié en France, en Pologne et en Russie, les sciences politiques et la philosophie, Schaff s’installe en 1941 à Moscou où il obtient son doctorat de philosophie. Après avoir travaillé au Bureau polonais de Radio Moscou, il revient à l’Université de Varsovie en 1948, où il dirige l’Institut de Philosophie et Sociologie et occupe la première chaire de philosophie marxiste. Occupant la fonction de philosophe du Parti, en 1955, il devient membre du Comité central du Parti ouvrier unifié polonais, et en 1956, membre de l’Académie des Sciences. Il fut membre honoraire du Club de Rome, ainsi que docteur honoris causa des universités de Nancy, de Paris et de Ann Arbor.
Avant 1953, Schaff représentait la fraction la plus conservatrice du communisme polonais, et publia plusieurs textes consacrés à l'analyse et au développement de l'œuvre de Joseph Staline. Après 1956-1957 et la répression sanglante des émeutes ouvrières, il révisa en partie ses points de vue à la lumière du processus de la déstalinisation.
Il étudie notamment la liberté au sein du marxisme, s'inspirant de l'existentialisme pour réhabiliter le questionnement sur le sens de l'existence et le rôle du libre-arbitre. Son ouvrage Le marxisme et l'individu rencontre un grand écho en 1968 et est traduit à l'Ouest, par sa formalisation d'un humanisme marxiste qui place l'individu plutôt que les classes sociales au cœur de la réflexion, en s'inspirant de l'œuvre de jeunesse de Marx.
Après avoir occupé des postes d'importance dans des institutions politiques et scientifiques en Pologne, il a été écarté du Comité central du Parti à la suite des purges antisémites de la période de mars 1968. Dans les années 1980, il critiqua Solidarność, tout en restant, après la révolution de 1989, fidèle à la philosophie marxiste.
Il est aussi l'auteur de travaux sur la philosophie du langage.

## Publications
- La philosophie humaine,  Bruxelles, Éditions ″Synthèses″, 1961..
- Le marxisme et l'individu : contribution à la philosophie marxiste de l'homme, Paris, Armand Colin, 1968.
- Introduction à la sémantique, traduit du polonais par Georges Lisowski, Paris, Éditions Anthropos, 1968.
- Histoire et vérité, essai sur l'objectivité de la connaissance historique, Paris, Éditions Anthropos, 1971.
- Langage et connaissance, suivi de six Essais sur la philosophie du langage, traduit du polonais pas Claire Brendel, Paris, Éditions Anthropos, 1969.